# Bernhard Kluth
Bernhard Kluth (* 23. Januar 1920; † unbekannt) war ein deutscher Fußballspieler.

## Karriere

### Fortuna Düsseldorf
Kluth gehörte dem amtierenden Gaumeister Niederrhein Fortuna Düsseldorf an, für den er als Abwehrspieler von 1939 bis 1942 in der Gauliga Niederrhein, in einer von zunächst 16, später auf 23 aufgestockten Gauligen zur Zeit des Nationalsozialismus als einheitlich höchste Spielklasse im Deutschen Reich, Punktspiele bestritt.
Am Ende seiner Premierensaison gewann er seinen ersten, seine Mannschaft den bereits vierten Titel eines Gaumeisters. Infolgedessen nahm er mit ihr auch an der Endrunde um die Deutsche Meisterschaft teil und bestritt lediglich ein Spiel der Gruppe 3. Das in Kassel am 19. Mai 1940 ausgetragene Spiel gegen den CSC 03 Kassel wurde mit 5:0 gewonnen, wobei er die letzten beiden Tore in der 73. und 75. Minute erzielte.
In der Folgesaison gewann er seine zweite Gaumeisterschaft, doch den Abstieg in die Bezirksliga am Saisonende 1941/42 konnte er nicht verhindern.
Er bestritt ferner in den Jahren 1939, 1940 und 1941 insgesamt fünf Spiele im Tschammerpokal-Wettbewerb und erzielte sieben Tore. Sein Debüt am 3. Dezember 1939 beim 4:0-Zweitrunden-Sieg gegen den FSV Frankfurt krönte er gleich mit zwei Toren. Weitere zwei Tore gelangen ihm am 18. August 1940 beim 3:2-Erstrunden-Sieg nach Verlängerung beim 1. FC Kaiserslautern. Danach bestritt er noch das am 8. September 1940 in Düsseldorf ausgetragene Zweitrundenspiel, das gegen den VfR Mannheim mit 2:0 gewonnen wurde. Seine letzten drei Tore gelangen ihm beim 4:0-Sieg im Erstrunden-Wiederholungsspiel am 27. April 1941 beim SV Victoria Köln und bei der 2:4-Zweitrunden-Niederlage beim FC Schalke 04.

### Spvgg Andernach
Nach dem Ende des Zweiten Weltkriegs spielte er für den SC 1945 Andernach, der ab 1948 als Spvgg 1867 Andernach firmierte. Von 1945 bis 1947 in der Landesliga, von 1947 bis 1950 in der Oberliga Südwest, Gruppe Nord. In der erstmals nicht in Gruppen unterteilten, leistungsdichteren Saison 1951/52 erfolgte mit dem letzten Platz der Abstieg in die 2. Oberliga Südwest, aus der er mit der Mannschaft als Meister der Saison 1954/55 wieder in die Oberliga Südwest aufstieg, 1957 stieg man erneut ab.

## Erfolge
- Meister 2. Oberliga Südwest 1955
- Gaumeister Niederrhein 1939, 1940